# Planetary Brigade
Planetary Brigade è una serie a fumetti pubblicata dai Boom! Studios. Creata da Keith Giffen, J.M. DeMatteis e Joe Abraham. Inizialmente nata come miniserie di due soli numeri, Planetary Brigade è un progetto fratello della serie Hero Squared, con cui condivide alcuni dei personaggi. Edita in Italia da Italycomics.